# HellHaven
HellHaven – polska grupa muzyczna wykonująca szeroko pojęty metal progresywny, rock progresywny oraz art rock z elementami muzyki etnicznej. Powstała w 2008 roku w podkrakowskich Myślenicach z inicjatywy Jakuba Węgrzyna i Marcina Jaśkowca. Nazwa zespołu powstała po połączeniu angielskich słów „Hell” [ang. piekło] oraz „Haven” [ang. przystań].

## Historia
HellHaven powstało w podkrakowskich Myślenicach. Początki zespołu HellHaven były mocno inspirowane takimi gatunkami jak heavy metal oraz hard rock. Czas od roku 2008 do końca 2009 zespół przeznaczył na stworzenie pierwszego materiału, który jednak nigdy nie został profesjonalnie wydany.
Poczynając od 2009 roku, HellHaven zaczęło przygotowywać materiał na swą pierwszą płytę EP. Po niespełna 12 miesiącach pisania autorskiej muzyki, w 2010 grupa zarejestrowała własnym nakładem finansowym mini-album „Art for Art’s Sake” (2010). Był to album koncepcyjny, nagrany w stylistyce będącej wypadkową rocka progresywnego oraz heavy metalu. Za datę debiutu HellHaven uważa się 25 grudnia 2010 roku (data oficjalnego wydania płyty „Art for Art’s Sake”).
Debiutancki krążek został przyjęty przez krytyków w różny sposób. Dzięki zaangażowaniu muzyków w działalność zespołu, muzyka HellHaven była często prezentowana na antenie polskich rozgłośni radiowych.
Nowy kierunek zespołu, ukazany na debiutanckim krążku, poskutkował pierwszym miejscem na ogólnopolskim Festiwalu Muzyki Rozrywkowej w Opatowie oraz kilku pomniejszych przeglądów. Sama płyta została wybrana, jako jeden z dwunastu najlepszych debiutów lutego 2011 przez serwis MegaTotal.pl, a utwór Stardust jako jeden z pięciu najlepszych utworów lutego 2011 nadesłanych do redakcji miesięcznika Estrada i Studio.
Z początkiem roku 2011 zespół zadecydował o rozpoczęciu prac nad zróżnicowanym materialem na LP. W trakcie prac nad płytą formacja podpisała kontrakt z niemiecką wytwórnią Legacy-Records, co pozwoliło na zwiększenie możliwości technicznych. W 2012 roku, po ponad 12 miesiącach tworzenia materiału, zespół wszedł do krakowskiego studia Lynx Music i zarejestrował ponad 50 minut muzyki określanej jako rock progresywny/art rock.
W październiku tego samego roku miała miejsce premiera singla promującego płytę długogrającą Beyond the Frontier. Utworami znajdującymi się na singlu zostały „Paper Swan” oraz „About Reading and Writing”. Album został wydany nakładem wytwórni Legacy-Records w grudniu 2012 roku.
Rok po wydaniu płyty „Beyond The Frontier” formacja zarejestrowała i wydała płytę koncertową DVD „Beyond The Frontier Live”, nad którą patronat objęło Radio Kraków. DVD zawierało profesjonalny zapis audio/video koncertu w ramach pierwszej edycji „Progressive Madness vol. 1" odbywającego się w nieistniejącym już, kultowym klubie krakowskim Lizard King. Na płycie można było również znaleźć pełnometrażowy film „Making of Beyond The Frontier” przedstawiający proces powstawania, produkcji płyty, dodatki w postaci wywiadów z członkami grupy oraz nigdy wcześniej nieopublikowaną wersję utworu „Trauma Pana Twain’a” w języku ojczystym.
W roku 2017, po 5 latach od wydania Beyond the Frontier, formacja zarejestrowała krążek Anywhere Out of the World, który został wydany nakładem wytwórni Pronet Records w dniu 04.03.2017 roku. W tym samym czasie miała również miejsce premiera pierwszego teledysku do utworu Overview Effect oraz wydanie w formie cyfrowej dwóch singli promujących najnowsze wydawnictwo – The Dawn & Possibility Of An Island oraz On Earth As It Is In Heaven. Płyta Anywhere Out of the World została bardzo pozytywnie zrecenzowana przez liczne portale uzyskując na łamach takich czasopism jak Teraz Rock oraz Magazyn Gitarzysta prawie maksymalne noty.
Okres od 2017 do 2020 roku zespół poświęcił na stworzenie nowego materiału, który po raz pierwszy w historii HellHaven został skomponowany w języku ojczystym. Pozwoliło to na podpisanie kontraktu wydawniczego z wytwórnią ProgMetalRock Promotion i wydanie 21 sierpnia 2021 roku albumu Mitologia Bliskości Serc. Wydawnictwo to poprzedzone było premierą singla San Pedro Waltz. Dwa tygodnie później płyta Mitologia Bliskości Serc miała swoją premierę w największych serwisach streamingowych, takich jak Spotify czy Tidal. Krążek został bardzo dobrze przyjęty na polskim rynku muzycznym, uzyskując maksymalne lub prawie maksymalne noty w prestiżowych czasopismach oraz portalach muzycznych m.in. w Metal Hammer, Magazyn Gitarzysta, ArtRock.pl, HMP Magazine czy Rockarea.pl. Materiał został również dostrzeżony w mediach głównego nurtu, pojawiając się w licznych audycjach m.in. na antenie Polskie Radio Program III, Polskie Radio RDC, Polskie Radio Lublin czy Akademickie Radio Kampus.

## Styl muzyczny
Muzyka zespołu doceniania jest za stylistyczną różnorodność, która stawowi cechę charakterystyczną, wyróżniająca twórczość HellHaven na rynku muzycznym. Za kanwę, szkielet stylu można uznać metal progresywny z charakterystycznymi połamanymi riffami, zmianami tempa oraz klimatu. W muzyce słychać jednak liczne nawiązania do klasycznego heavy metalu, hard rocka, muzyki etnicznej, folku, muzyki orientalnej, technicznego metalu, a nawet djentu, elektroniki i synth-popu. W celu osiągnięcia wielowątkowego charakteru kompozycji, zespół, oprócz standardowego dla tego gatunku instrumentarium, stosuje także instrumenty pomocnicze, takie jak lira korbowa, dudy, taraban czy harmonijka ustna. Pewnym wyróżnikiem muzyki zespołu są też wykonywane, niekiedy w sposób pompatyczny, wręcz hymniczny, z wyraźnym podziałem na sylaby, linie wokalne tworzone przez duet Najder – Zborowska, charakteryzujące się melodyjnością i łagodnym brzmieniem.

## Wpływy muzyczne
Muzycy grupy podają za źródło swoich muzycznych inspiracji takie zespoły, jak King Crimson, Pink Floyd, Queen, System of a Down, Mike Oldfield czy Iron Maiden.

## Muzycy
Obecny skład zespołu
- Sebastian Najder- śpiew (od 2009)
- Jakub Węgrzyn- gitara/syntezator/śpiew
- Marcin Jaśkowiec – gitara basowa
- Hubert Kalinowski – gitara (od 2015)
- Paweł Czartoryski – perkusja (od 2016)
- Adrianna Zborowska – lira, śpiew (od 2021)

Byli członkowie zespołu
- Maciej Dunin-Borkowski – gitara (2011-2014)
- Konrad Wójtowicz- perkusja (2011-2013)
- Bartosz Zaczek – gitara (2008-2009)
- Łukasz Zdeb- śpiew (2008-2009)
- Dawid Mika- gitara (2009-2011)
- Radosław Suder- perkusja (2008-2011)
- Łukasz Gregorczyk – perkusja (2013-2016)

## Dyskografia
- Art for Art’s Sake (2010, EP)[39]
- Beyond The Frontier (2012, Singiel)
- Beyond the Frontier (2012, LP)[40]
- Beyond The Frontier Live (2014, DVD)[41]
- Anywhere Out of the World (2017, LP)[26]
- Art for Art’s Sake 11th Anniversary Edition (2019, LP, reedycja)[42]
- Mitologia Bliskości Serc (2021, LP)[43]